# Valentin Mechilina
Valentin Yson Mechilina (Binangonan, 13 november 1915) is een Filipijnse componist, dirigent en militaire muzikant. 

## Levensloop
Mechilina behoorde als muzikant van 1938 tot 1955 tot het Filipijnse politiemuziekkorps Philippine Constabulary Band. Vervolgens werd hij dirigent van de militaire muziekkapel van de Philippine Air Force (Hukbong Himpapawid ng Pilipinas). Met dit militair orkest vierde hij talrijke successen. Hij was ook als componist voor harmonieorkesten werkzaam en schreef verschillende werken, waarvan vooral zijn ouverture Dalampasigan het bekendst is.

## Composities

### Werken voor harmonieorkest
- Andante cantabile, voor cello en harmonieorkest
- Concertouverture in g mineur
- Dalampasigan, ouverture
- Fantasie in Bes majeur, voor klarinet en harmonieorkest
- Prelude and Fugue